# Arwa bint Mansur al-Himyari
Arwa bint Mansur al-Himyari, död 764, var hustru till Abbasidkalifatets kalif, al-Mansur  (regent 754–775), och mor till al-Mahdi (regent 775–785).
Hon var dotter till Mansur al-Himyari, och härstammade från den kungliga jemenitiska Banu Himyar-stammen. Hon var inte slavkonkubin utan en fri muslimsk kvinna och laglig hustru. Hon är känd för att ha upprättat ett äktenskapsförord som förbjöd hennes make att gifta sig med fler kvinnor eller ta sexsslavar (konkubiner) så länge hon var i livet; hennes make försökte upprepade gånger ogiltigförklara denna klausul, men hon lyckades varje gång övertala domstolen att vägra. 